# Liste des cathédrales de Lettonie
Cet article recense les cathédrales de Lettonie.

## Liste
| Nom                                         | Image                | Ville                |
| Catholiques romaines                        | Catholiques romaines | Catholiques romaines |
| ------------------------------------------- | -------------------- | -------------------- |
| Cathédrale Saint-Jacques                    |                      | Riga                 |
| Cathédrale du Sacré-Cœur-de-Jésus           |                      | Rēzekne              |
| Cathédrale Saint-Joseph                     |                      | Liepāja              |
| Cathédrale de l'Immaculée Vierge Marie (it) |                      | Jelgava              |
| Orthodoxes                                  |                      |                      |
| Cathédrale de la Nativité                   |                      | Riga                 |
| Cathédrale Saint-Boris-et-Saint-Gleb        |                      | Daugavpils           |
| Cathédrale orthodoxe Saint-Nicolas          |                      | Liepāja              |
| Cathédrale Saint Siméon et Sainte Anne (it) |                      | Jelgava              |
| Luthériennes                                |                      |                      |
| Cathédrale de Riga                          |                      | Riga                 |
| Cathédrale de la Sainte Trinité             |                      | Liepāja              |
| Cathédrale Martin Luther                    |                      | Daugavpils           |